# Charles Wallace Richmond

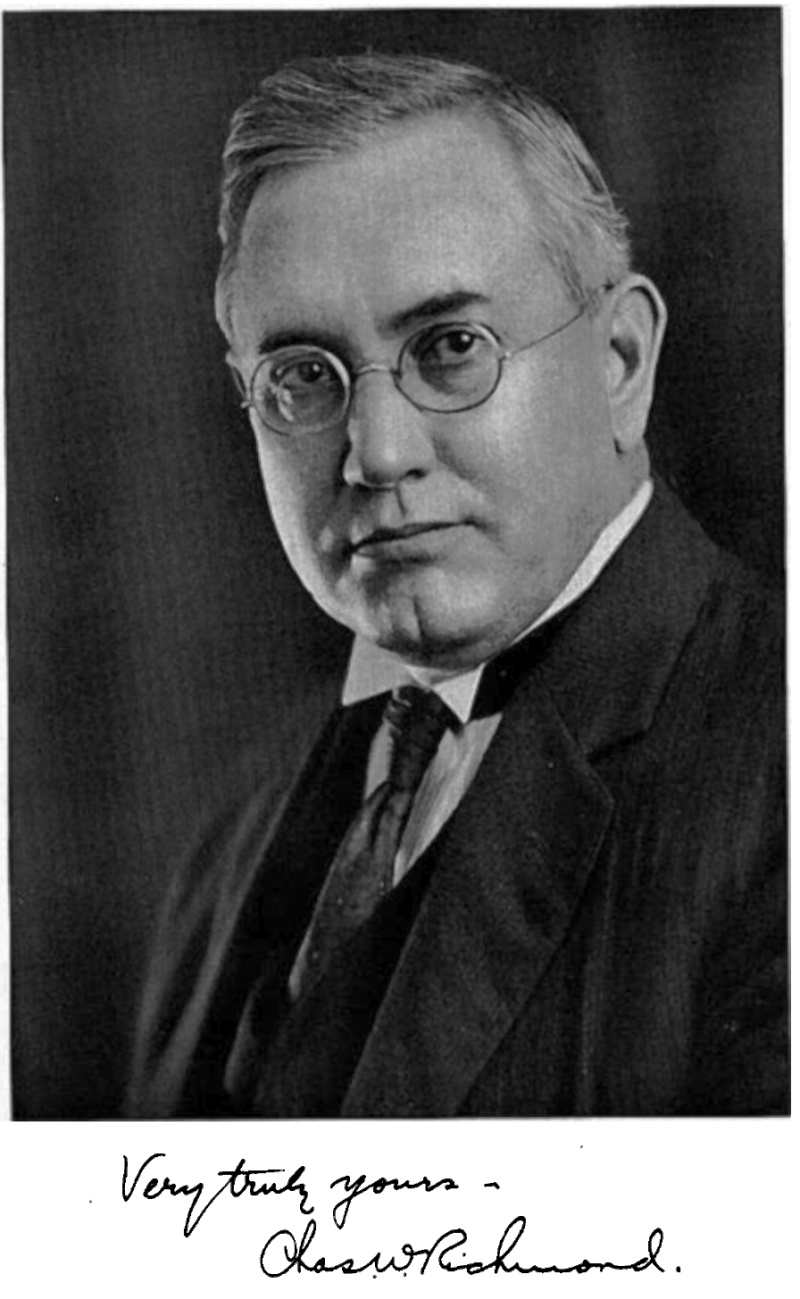
Charles Wallace Richmond

Charles Wallace Richmond foi o biólogo que descobriu a subespécie S. c. brachyptera, relativa à coruja-buraqueira, em 1896.